# Myron Butler & Levi
Myron Butler & Levi é um grupo de gospel/soul dos Estados Unidos formado em Dallas, Texas. O grupo foi indicado ao Grammy com seu álbum de estreia Set Me Free, e elogios da crítica com o seu segundo álbum, Stronger.

## Discografia

### Álbuns
- Set Me Free
8 de novembro de 2005 (EUA #18)
- Stronger
28 de agosto de 2007

### Singles
- "Set Me Free" (5 de outubro de 2005)
- "Set Me Free" (3-Track Single, 6 de junho de 2006)
- "Set Me Free"
- "Redeemed"
- "That Place"
- "Stronger" (19 de julho de 2007)

### DVDs
- Donald Lawrence Presents the Tri-City Singers Finalé DVD 4 de abril de 2006
- Stronger DVD 2 de outubro de 2007